# NGC 6109
NGC 6109 is een lensvormig sterrenstelsel in het sterrenbeeld Noorderkroon. Het hemelobject werd op 7 juli 1880 ontdekt door de Franse astronoom Édouard Jean-Marie Stephan.

## Synoniemen
- UGC 10316
- MCG 6-36-16
- ZWG 196.26
- KUG 1615+351C
- PGC 57748